# Cocosvink
De cocosvink (Pinaroloxias inornata) is een van de zogenaamde darwinvinken, zangvogels uit de grote Amerikaanse familie Thraupidae (tangaren).

## Kenmerken
Het is een wat plomp vogeltje van 12 cm lengte en het weegt 12,5 gram. De cocosvink heeft een zwarte, iets gebogen, puntige snavel. Het mannetje is helemaal zwart, het vrouwtje is bruingestreept en is wat lichter op de borst, net als de onvolwassen vogels. Deze jonge vogels hebben gele snavels.

## Verspreiding en leefgebied
Deze darwinvink komt als endemische soort alleen voor op Cocoseiland. Cocoseiland (Spaans: Isla del Coco) is is een onbewoond eiland in de Grote Oceaan, gelegen op vijfhonderd kilometer van de kust van Costa Rica en 750 tot 850 km van de Galapagoseilanden. Het heeft een oppervlakte van 24 vierkante kilometer.

## Status
De cocosvink is op het eiland de meest algemene landvogel. Het leefgebied is zeer gevarieerd, in bijna alle habitats op het eiland kan de vogel worden aangetroffen. Echter, omdat de vogel alleen op dit eiland voorkomt, is de populatie kwetsbaar voor uitsterven. Overbegrazing door verwilderde geiten, herten en zwijnen is mogelijk een gevaar en ook katten en ratten als predatoren kunnen een bedreiging vormen. Daarom staat de cocosvink op de Rode Lijst van de IUCN.